# Буковско (город)
Буковско (пол. Bukowsko, укр. Буківсько) — город в Польше.

## География
Городок Буковско находится на крайнем юго-востоке Польши, в гмине Буковско Санокского повята в Подкарпатском воеводстве.

## История
Буковско впервые письменно упоминается в 1361 году.
В 1648 году здесь строится приходская церковь.
До 1772 года входил в состав Санокской земли королевства Польского, в 1772—1914 годах — в Санокский округ провинции Галиция Австрийской империи.
В 1914—1915 годах Буковско занимали российские войска.
В 1918—1939 и с 1945 года — в составе Польши.
В 1939—1945 — оккупирован немецкой армией, входил в состав округа Санок генерал-губернаторства.
4 апреля 1946 года Буковско подвергся варварскому нападению отряда украинских националистов (УПА), разграбивших городок и убивших многих мирных жителей.

## Города-партнёры
- Мезьер-ле-Мец
- Тополёвка